# 알렉세이 콘스탄티노비치 톨스토이

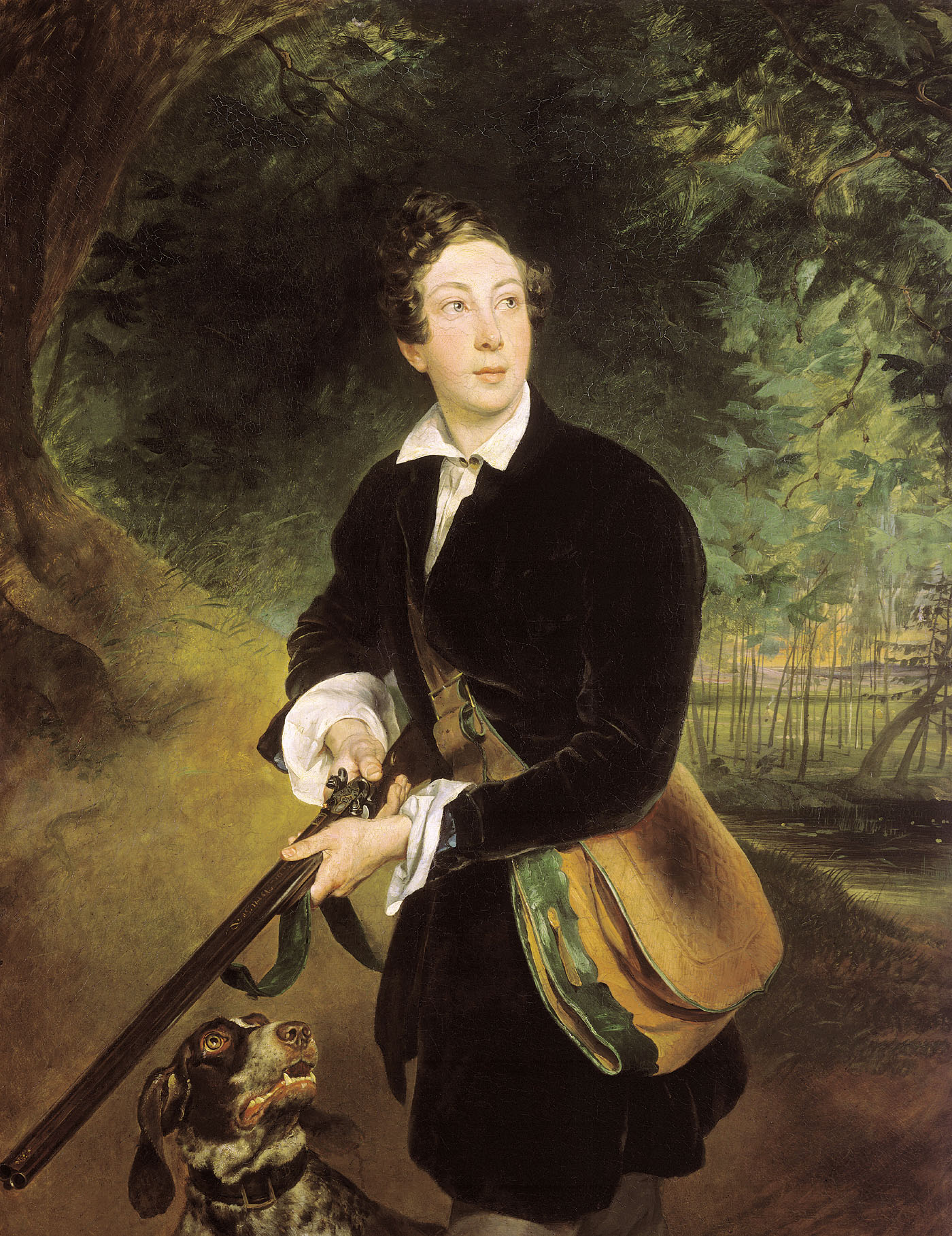

알렉세이 콘스탄티노비치 톨스토이(러시아어: Алексе́й Константи́нович Толсто́й, 1817년 9월 5일 ~ 1875년 10월 10일)는 러시아의 시인·소설가이다.
상트페테르부르크의 부유한 백작 집안에서 태어났다. 재능이 뛰어난 다작가. 역사소설 <백은 공작(白銀公爵)>(1863), 3부작 <이반 대제의 죽음>(1866), <황제 표트르>(1868), <황제 보리스>(1870) 등이 그의 대표작. 시인으로서는 코즈마 프루트코프란 이름으로 풍자시를 쓰는 한편 자연이나 사랑을 노래한 많은 서정시의 대부분은 가곡으로서 애창되고 있다.